# くまのプーさん/ランピーとぶるぶるオバケ
『くまのプーさん/ランピーとぶるぶるオバケ』（原題：Pooh's Heffalump Halloween Movie）は、ディズニーのくまのプーさんシリーズのOVA。前作『くまのプーさん ザ・ムービー/はじめまして、ランピー!』で仲間になったランピーの第2の登場作だが、かつてアメリカでテレビ放送された短編作品『くまのプーさん/ハロウィンは大さわぎ!』（原題：Boo to you too! Winnie the Pooh）を組み込んでいる。
日本では、ディズニートゥーン・スタジオ作品としては、最後のVHS版発売作品となった。2005年9月21日にブエナ・ビスタ・ホーム・エンターテイメントから日本語吹き替え版のVHS（規格品番：VWSJ-5078）とDVD（規格品番：VWDS-5078）が発売されている。パッケージ裏のキャッチコピーは「今年のハロウィンは‘ランピー’もいっしょ!」。また、2009年10月25日にディズニー・チャンネルで放送されている。

## オリジナルシーンのあらすじ
ランピーにとって初めてのハロウィンの為にラビットが収集していた菓子をプーが食べ尽くしてしまい、ティガーに言い伝えられた何でも願いを叶えてくれる妖怪ゴブルーンを捕獲して菓子を願って用意し直そうと、ルーがランピーを伴って出掛ける。逆にゴブルーンに捕まると、頭を南瓜にされてしまうらしい。恐れるランピーにルーは、ハロウィンを克服したピグレットの話をする。
話が終わると、ルーとランピーはゴブルーン捕縛計画の仕上げをするが、南瓜の大群から逃げる時にはぐれてしまう。ランピーは誤って自分達が仕掛けた罠に掛かり、ルーはランピーの顔のような形をした南瓜を拾う……

## くまのプーさん/ハロウィンは大さわぎ!

### メディア収録
『くまのプーさん/プーさんのオバケたいじ』に、新くまのプーさんのビデオソフト『Spoocable fun』に収録された全ての作品と共に収録されている。

## キャスト
| 役名       | 原語版声優                                                | 日本語吹き替え              |
| ---------- | --------------------------------------------------------- | --------------------------- |
| ルー       | ジミー・ベネット                                          | 杉本征哉                    |
| ランピー   | カイル・スタンガー                                        | 醍醐侃幸                    |
| プー       | ジム・カミングス                                          | 台詞：亀山助清 歌：竹本敏彰 |
| ティガー   | ジム・カミングス                                          | 玄田哲章                    |
| ピグレット | 台詞：ジョン・フィードラー 歌：スティーブ・シャッツバーグ | 小形満                      |
| ラビット   | ケン・サンソム                                            | 龍田直樹                    |
| イーヨー   | ピーター・カレン                                          | 台詞：石田太郎 歌：石塚勇   |
| ゴーファー | マイケル・ガフ                                            | 辻村真人                    |
| カンガ     | キャス・スーシー                                          | 片岡富枝                    |
| ナレーター | デヴィッド・オグデン・スティアーズ                        | 青森伸                      |

## テーマ曲
- 「楽しいハロウィン」（歌：玄田哲章、竹本敏彰、杉本征哉、龍田直樹、小形満、石塚勇）
- 「勇気を出して」（歌：杉本征哉、醍醐侃幸）
- 「僕は怖くない」」（歌：小形満）
- 「オレは怖がりたい」（歌：玄田哲章）
- 「楽しいハロウィン（リプライズ）」（歌：玄田哲章、竹本敏彰、杉本征哉、龍田直樹、小形満、石塚勇、醍醐侃幸

## 映像特典
- ゲーム「ハロウィンのおかしはどこ?」
- ゲーム「カボチャをまわそう」

## スタッフ
- 監督：エリオット・M・バー（英語版）、ソール・アンドリュー・ブリンコフ（英語版）
- 製作：ジョン・A・スミス
- 脚本：エヴァン・スピリオトポウロス、ブライアン・ホールフェルド（英語版）
- 原作：A・A・ミルン
- 音楽：マーク・ワターズ（英語版）

## 日本語版制作スタッフ
- 演出：向山宏志、木村絵理子
- 音楽演出：深澤茂行
- 翻訳・訳詞：佐藤恵子
- 録音・調整：阿部直子（オムニバス・ジャパン）
- 録音制作：宮越啓之、（株）東北新社
- 制作監修：津司大三、船橋美里
- 日本語版制作：Disney Character Voices International, Inc.

## ノベライズ
- 『ディズニーアニメ小説版58 くまのプーさん/ランピーとぶるぶるオバケ』（文：澁谷正子、偕成社、2005年10月発売）ISBN 978-4-03-791580-3
  - 受賞歴：全国学校図書館協議会・選定図書（2006年）